# Lidé (Star Trek)

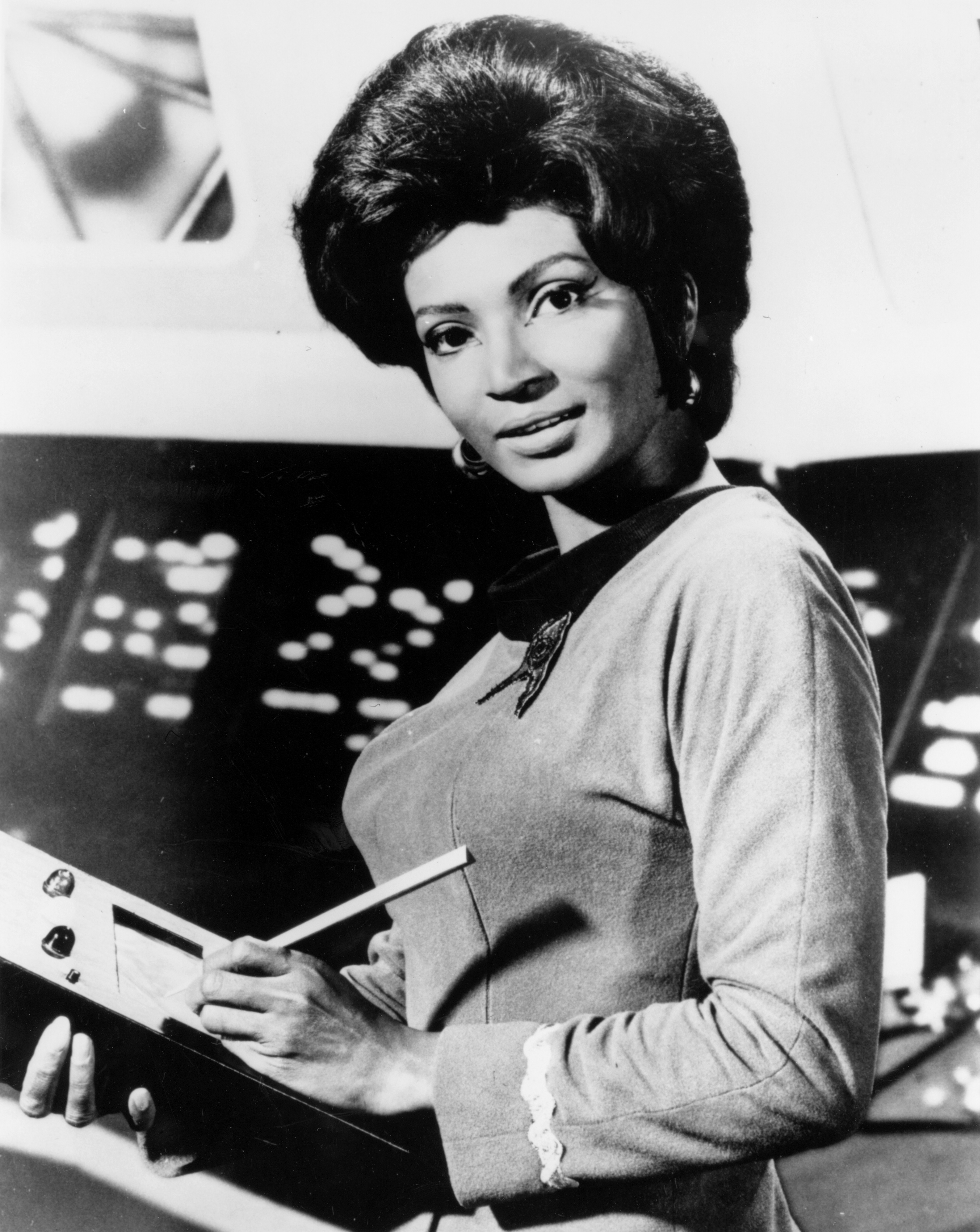
Uhura - představitelka lidské rasy ve Star Treku se narodila na Zemi ve Spojených afrických zemích

Člověk (pl. Lidé, lat. Homo Sapiens) je ve fiktivním světě Star Treku humanoidní druh pocházející z planety Země ve Sluneční soustavě. Lidé jsou důležitou rasou a jsou také spoluzakladatelé Spojené federace planet, největší a nejsilnější aliance v alfa kvadrantu. Člověk je jedním ze dvou známých inteligentních druhů, které se na Zemi vyvinuli. Prvním jsou Vothové, sauří bytosti, kteří Zemi v dávných dobách opustili, a dnes žijí víceméně kočovným životem v kvadrantu delta.

## Historie
Mezi lety 1993–1996 proběhlo na Zemi množství devastujících válek, které se uceleně nazývají Eugenickými válkami. Během této doby zemřelo 30 milionů lidí. Eugenické války byly následkem selektivní reprodukce a genetického inženýrství, které vytvořilo poddruh lidí s rozvinutějšími reflexy a větší silou. Po skončení války byli upravení lidé popraveni nebo vyhnáni. Zamraženo a zapečetěno bylo také tisíce embryí vylepšených.
Po eugenických válkách, kdy se lidstvo vzpamatovávalo, přichází v roce 2026 třetí světová válka. Ta trvá až do roku 2053, a s přibližně 600 miliony obětí se stává největší a nejstrašnější válkou v historii Země a lidstva. Během této války na Zemi zaniká mnoho velkých měst i celých států.
Velkým milníkem v historii lidstva byl první kontakt s mimozemšťany. Ten proběhl v roce 2063, kdy poblíž města Bozeman v Montaně přistála loď rasy Vulkánců, kteří oslovili lidstvo poté, co Zefram Cochrane úspěšně otestoval první raketu s nadsvětelným pohonem.
Vulkánci zůstali se Zemí v kontaktu, a sledovali jak se mění její stav. Díky prvnímu kontaktu se tak situace na Zemi, krátce po 3. světové válce začala měnit k lepšímu mnohem rychleji, a Země dosáhla například téměř 100% vymýcení chudoby do roku 2113.
I když Lidé posílali do vesmíru například nákladní lodě, oficiálně vstoupili na galaktickou scénu až v roce 2151, kdy byla vypuštěna loď Enterprise (NX-01), schopná warpu 5. Tím začala nová éra lidstva, a také problémy. Lidstvo se dostalo do konfliktu s Klingony, Xindy a později byli zataženi také do vulkánsko-andorijského konfliktu.
Do té doby už bylo založeno několik lidských kolonií, například Terra Nova nebo Vega.

## Éra Spojené federace planet
Nová éra Země, a s tím i lidí začíná s vytvořením Spojené federace planet. Lidé jsou spolu s Vulkánci, Andoriany a Tellarity jejími zakladateli. Od původně obchodního charakteru se Federace vyvinula v nejsilnější politickou alianci Alfa kvadrantu, jejímž centrem se stala právě Země.
Člověk se mezitím rozšířil po vesmíru, byly založeny desítky kolonií a postaveno množství vesmírných stanic.